# غيربيرغا كونتيسة بروفانس
غيربيرغا كونتيسة بروفانس (حوالي. 1060 - 1115)؛ كانت كونتيسة بروفنس لأكثر من عقد من الزمان حتى تنازلها في 1112، هي ابنة جيفري الأول، كونت بروفنس وزوجته إتنيت، تزوجت من جيلبرت الأول، كونت غيفودان الذي شارك في الحروب الصليبية وتوفي في 1108، خلفتها ابنتها دوس  التي تزوجت من ريموند برانجيه الثالث، كونت برشلونة.